# Катакази
Катакази — русский дворянский род греческого происхождения, из константинопольских фанариотов.
- Сыновья Антона Катакази выехали в 1807 в Россию:
  - Гавриил Антонович (1794—1867), известный в своё время дипломат, был сенатором
OO Софья Христофоровна Комнено (1807—1882).
    - Константин Гаврилович (1828—1890) — российский дипломат.

  - Константин Антонович был бессарабским гражданским губернатором (1818—1826)
OO Екатерина Константиновна Ипсиланти (1792—1835).
    - Елена Константиновна (1814—1867), муж — Семякин, Константин Романович.
    - Михаил Константинович (1823—1891) — российский государственный деятель, сенатор. Действительный тайный советник (1890).

Род Катакази был внесён в III часть родословной книги Бессарабской губернии.